# Třemošná (vrh)
Třemošná (nekada i Třebušná) planinski je vrh brežuljkastoga lanca Brdy ponad grada Příbrama. Visok je 778 metara, a gledan iz grada, djeluje kao izduženi greben sa strmim padinama. Třemošná je naviši vrh u  Příbramskom okrugu i time potpuno dominira njime. Uz Třemošná, brežuljkasti lanac čine i vrhovi Malá Třemošná (701 m), Ohrádka (747 m) i Malá Ohrádka. Od vegetacije prevladavaju borove šume, a na nekim izoliranim mjestima su i sačuvane izvorne bukove šume.

## Galerija
- Pogled na vrh iz središta Příbrama.
- Pogled na mjesto Obecnice iz borove šume na vrhu.
- Oznaka za vrh na 778 metara nadmorske visine.
- Vrhovi Třemošná, Malá Třemošná i Dubová hora.
- Putokaz na planinaskoj stazi.
- Pogled na Příbram.

## Vanjske poveznice
- (češ.) Třemošná na Brdy.info
- (češ.) Třemošná na Brdy-res publica  Arhivirana inačica izvorne stranice od 9. ožujka 2021. (Wayback Machine)
- (češ.) Třemošná na POZNEJBRDY.cz

### Ostali projekti
|  | Zajednički poslužitelj ima još gradiva o temi Třemošná (vrh) |